# Karłowata galaktyka sferoidalna
Karłowata galaktyka sferoidalna (typ dSph z ang. dwarf spheroidal) – galaktyka należąca do podgrupy galaktyk eliptycznych.
Karłowate galaktyki sferoidalne są galaktykami o wyraźnie symetrycznym, sferoidalnym kształcie. Obserwuje się je głównie w Grupie Lokalnej, gdzie stanowią większość wśród galaktyk karłowatych. Pozbawione są one międzygwiezdnego gazu i posiadają niezbyt bogatą historię formacji gwiazd. Galaktyki sferoidalne są najprawdopodobniej obiektami o największym stosunku ilości ciemnej materii do gwiazd wśród wszystkich galaktyk, przez co, z powodu małych jasności, są trudne w obserwacji. Uważa się, że sferoidalne galaktyki karłowate najprawdopodobniej powstają przez silne oddziaływania pływowe z większą galaktyką, wokół której orbitują.
Sferoidalne galaktyki karłowate, podobnie jak galaktyki eliptyczne, charakteryzują się prostą dynamiką. Gwiazdy poruszają się po z grubsza izotropowych orbitach z gaussowskim rozkładem prędkości, przez co pomiar ich mas jest względnie prosty. Dzięki łatwości modelowania ich dynamiki karłowate galaktyki sferoidalne są w chwili obecnej dobrym narzędziem do badań rozkładu ciemnej materii.